# Homoliză
Homoliza (denumită și rupere homolitică) este procesul chimic în care un compus chimic, în general de natură nepolară se descompune în doi radicali liberi, această reacție având ca rezultat ruperea legăturii covalente existente. Reacția se petrece în condiții speciale de lumină (în general UV datorită frecvenței înalte) sau temperatură ridicată (≈350°C)
Ecuația generală a procesului este:
```
      ħν / t°C

A
—
B
 ————————————► A• + •B
```

Molecula diatomică a clorului este sensibilă la lumină, atât la cea naturală, cât și la raze ultraviolete, suferind o reacție homolitică: